# Spuihuis

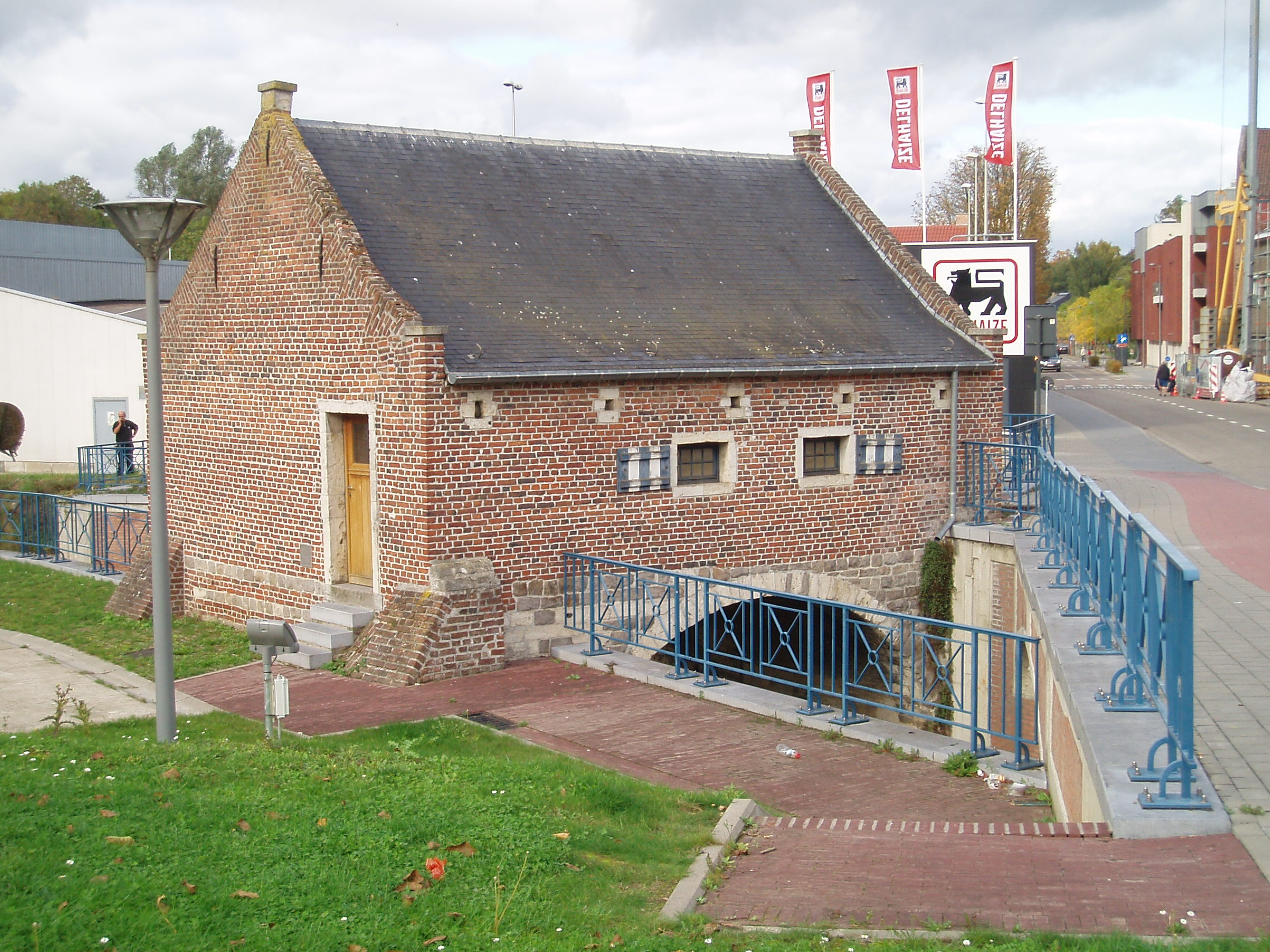
Sint-Helenasluis, Tienen

Een spuihuis is een gebouw dat boven op een spuisluis is gebouwd en van waaruit deze sluis kan bediend worden. Het gebouw kan ook als woning voor de sluiswachter dienen.
Bekende spuihuisjes vindt men in:
- Lier: het Spuihuis boven de Kleine Nete, tegenwoordig Binnennete.
- Mechelen: het Spuihuis.
- Enkhuizen: het Spuihuisje bij de ingang van de Zuiderhavendijk.
- Bergen op Zoom: 't Spuihuis aan de gedempte haven van Bergen op Zoom.